# (25891) 2000 WK9
2000 دابليو كي 9 (ويعرف أيضًا باسم (25891) 2000 دابليو كي 9 وفق تسمية الكوكب الصغير) (بالإنجليزية: 2000 WK9)‏ هو كويكب ضمن حزام الكويكبات؛ وترتيبه 25891 من حيث الاكتشاف.
اكتُشف هذا الجُرم الفلكي بواسطة Charles W. Juels ‏ في 20 نوفمبر 2000.

## وصلات خارجية
- (25891) 2000 WK9 في قاعدة بيانات مختبر الدفع النفاث لأجرام النظام الشمسي الصغيرة

- الاكتشاف · مخطط المدار ·  العناصر المدارية · المعلمات المادية

- (25891) 2000 WK9 على موقع ويكي سكاي: DSS2, SDSS, GALEX, IRAS, Hydrogen α, X-Ray, Astrophoto, Sky Map, Articles and images